# Episodi de La squadra del cuore (quarta stagione)
La quarta stagione della serie televisiva La squadra del cuore è stata trasmessa in anteprima negli Stati Uniti d'America dalla NBC tra il 12 settembre 1998 e il 5 dicembre 1998.
| nº | Titolo originale             | Titolo italiano | Prima TV USA      | Prima TV Italia |
| -- | ---------------------------- | --------------- | ----------------- | --------------- |
| 1  | A Whole New Ballgame         |                 | 12 settembre 1998 |                 |
| 2  | Team Players                 |                 | 12 settembre 1998 |                 |
| 3  | Let Them Play                |                 | 19 settembre 1998 |                 |
| 4  | Lend a Helping Hammer        |                 | 19 settembre 1998 |                 |
| 5  | S.A.T. Blues                 |                 | 26 settembre 1998 |                 |
| 6  | Easy Credit                  |                 | 26 settembre 1998 |                 |
| 7  | Assault and Pepper Spray     |                 | 3 ottobre 1998    |                 |
| 8  | High Hoops                   |                 | 3 ottobre 1998    |                 |
| 9  | Love Triangle                |                 | 10 ottobre 1998   |                 |
| 10 | Texas Rose                   |                 | 17 ottobre 1998   |                 |
| 11 | Restless marzo Beth          |                 | 17 ottobre 1998   |                 |
| 12 | Shoot Out                    |                 | 17 ottobre 1998   |                 |
| 13 | Nothing in Common            |                 | 24 ottobre 1998   |                 |
| 14 | And Then There Were Nuns     |                 | 24 ottobre 1998   |                 |
| 15 | The Tall and the Short of It |                 | 31 ottobre 1998   |                 |
| 16 | Just Friends                 |                 | 31 ottobre 1998   |                 |
| 17 | Sharing the Spotlight        |                 | 7 novembre 1998   |                 |
| 18 | New Girl in Town             |                 | 7 novembre 1998   |                 |
| 19 | Rocky Road to the Playoffs   |                 | 14 novembre 1998  |                 |
| 20 | Kristy Nightingale           |                 | 14 novembre 1998  |                 |
| 21 | Phenom Blues                 |                 | 21 novembre 1998  |                 |
| 22 | New York Nick                |                 | 22 novembre 1998  |                 |
| 23 | Breaks of the Game           |                 | 28 novembre 1998  |                 |
| 24 | Window of Opportunity        |                 | 28 novembre 1998  |                 |
| 25 | Christmas in New York        |                 | 5 dicembre 1998   |                 |
| 26 | Waiting for marzo Beth       |                 | 5 dicembre 1998   |                 |